# Кеннеди, Хью Александер
Хью Александер Кеннеди (англ. Hugh Alexander Kennedy; 22 августа 1809, Мадрас — 22 октября 1878, Рединг) — английский шахматист, участник 1-го международного турнира в Лондоне (1851). Также известен как шахматный писатель.

## Биография
Служил в Британской армии. Вышел в отставку в звании капитана. В начале 1840-х годов переехал в Англию. В 1842 году основал шахматный клуб в Брайтоне. В 1844—1851 годы сыграл ряд матчей с сильнейшими шахматистами Англии. В 1845 году вместе с Г. Стаунтоном в составе сборной Портсмута играл в матче по телеграфу против команды Лондона (Бокль, Уокер, У. Эванс, Перигал, Такетт). Кеннеди и Стаунтон одну партию проиграли, а другую завершили вничью. В 1862 году сыграл, возможно, первую международную партию по телеграфу против итальянского мастера С. Дюбуа.
Был вице-президентом Британской шахматной ассоциации, президентом шахматных клубов в Бате, Брайтоне и Бристоле.
С именем Кеннеди связана одна мистификация. В сатирическом сборнике У. Теккерея «Книга снобов» (рассказ «Некоторые воспоминания из жизни Огастаса Фицсноба, эсквайра») помещена сочинённая Кеннеди история о якобы имевшей место партии между Наполеоном Бонапартом и графом Бертраном. Эту историю Кеннеди включил в 1876 году в переиздание своей книги «Отбросы». На самом деле под видом партии Наполеона (подлинные партии французского императора не сохранились) Кеннеди поместил текст своей лёгкой партии с Дж. Оуэном.
Х. А. Кеннеди — Дж. Оуэн.
1. e4 e5 2. Кf3 Кc6 3. d4 К:d4 4. К:d4 ed 5. Сc4 Сc5 6. c3 Фe7 7. 0—0 Фe5 8. f4 dc 9. Крh1 cb 10. С:f7+ Крd8 11. fe baФ 12. С:g8 Сe7 13. Фb3 a5. В этой позиции белые дают мат в 5 ходов.

## Спортивные результаты
| Год  | Город  | Соревнование                          | + | − | = | Результат | Место |
| ---- | ------ | ------------------------------------- | - | - | - | --------- | ----- |
| 1844 | Лондон | Матч с Г. Стаунтоном                  |   |   |   | 3 : 8     |       |
| 1846 | Лондон | Матч с Э. Уильямсом                   | 2 | 4 | 0 | 2 : 4     |       |
| 1849 | Лондон | Матч с Э. Лёве                        | 6 | 7 | 1 | 6½ : 7½   |       |
| 1851 | Лондон | Международный турнир                  |   |   |   |           | 6     |
|      |        | 1-й круг (с К. Майетом)               | 2 | 0 | 0 | 2 : 0     |       |
|      |        | 2-й круг (с М. Уайвиллом)             | 3 | 4 | 1 | 3½ : 4½   |       |
|      |        | 1-й утешительный раунд (с Дж. Маклоу) | 4 | 0 | 0 | 4 : 0     |       |
|      |        | Матч за 5-е место (с Й. Сеном)        | 0 | 4 | 1 | 0½ : 4½   |       |
|      |        | Общее количество партий               | 9 | 8 | 2 |           |       |
| 1862 |        | Партия по телеграфу с С. Дюбуа        | 0 | 1 | 0 | 0 из 1    |       |

## Книга
- Waifs and Strays, Chiefly from the Chess-Board (Отбросы. В основном, с шахматной доски). — London, 1862.